# Etil metilfosfonocianidato
Etil metilfosfonocianidato é um composto organofosforado sintético formulado C4H8NO2P..